# Mogens Skot-Hansen
Mogens Skot-Hansen (født 19. februar 1908 i Fredericia, død 25. marts 1984 i Ordrup) var en dansk jurist, instruktør og filmproducent.
Søn af generallæge Johan Peter Skot-Hansen (1870-1935) og lærer Helga Marie Magdalene Jensen (1872-1950). Student 1926, som stud.jur. på et udvekslingsophold i Amerika. 1934 ansat som sekretær ved Kirkeministeriet, i 1935 ved Undervisningsministeriet, hvor han i 1943 blev fuldmægtig.
Arbejdede på et par kortfilm, inden han i 1938 fik sit gennembrud med En lille Tilfældighed (1939), som han under pseudonymet "Skot" skrev manuskript til sammen med instruktøren Johan Jacobsen.
Fra 1941 til 1944 leder af Statsministeriets Beskæftigelsesfilmudvalg, som forestod statens kortfilmproduktion. Medforfattede og instruerede blandt andet Vi snakker Færdsel (1941) og Tørveproduktionen sætter Rekord (1941) og var produktionsleder på Carl Th. Dreyers comeback til filmmediet Mødrehjælpen (1942).
Skrev i samarbejde med andre de eksperimenterende spillefilm Jens Langkniv (1940) og, ukrediteret, Vredens Dag (1943), Dreyers første spillefilm i mere end et årti. Skrev og instruerede sammen med Christen Jul komedien Vi kunde ha' det saa rart (1942), og instruerede Mit Liv er Musik (1944) efter manuskript af Kai Berg Madsen.
Ansat i UNESCO's filmafdeling 1947. Samme år leder af FN's filmkontor i Paris, dernæst repræsentant for FN i Hollywood 1949-54.
Grundlagde i 1955 A/S Laterna Film, der både producerede kort- og dokumentarfilm og ambitiøse spillefilm, blandt andet Astrid Henning-Jensens Paw (1959), Den hvide hingst (1961), Mai Zetterlings Doktor Glas (1968) og Peter Brooks' Kong Lear.
Købte i 1966 filmatelieret Flamingo Studio af Johan Jacobsen og fik i 1967 produktionsbevilling til Triangel Teatret på Østerbro efter samme.
Francis Ford Coppolas produktionsselskab Zoetrope skal være inspireret af et møde med Mogens Skot-Hansen og Laterna Film.
Begravet på Bispebjerg kirkegård.
| - Den første kreds (1972) - Et døgn med Ilse (1971) - Kong Lear (1971) - Narko - en film om kærlighed (1971) - Tjærehandleren (1971) - Ang.: Lone (1970) - Oktoberdage (1970) - Kameldamen (1969) - Kys til højre og venstre (1969) - Mordskab (1969) - Dr. Glas (1968) - Med Tronfølgeren i Latin-Amerika (1966) - De fem år [skoleudg.] (1960) - Vi som går stjernevejen (1956) - Grønt guld (1949) - Mødrehjælpen (1942) - Vandet paa Landet (1946) | - Bekæmp rotterne [forkortet udg.] (1948) - Copenhagen Calling (1947) - Kornet er i Fare (1945) - Paa Dykkerskole (1944) - Vredens dag (1943) - Hans og Kirsten (1942) - For Folkets Fremtid (1943) - Ud at være Tærne! (1943) - Kampen mod Tuberkulosen (1943) - Vi kunde ha' det saa rart (1942) - Sølv giver arbejde (1942) - Hvem ved hvad (1942) - Sporten kalder (1942) - Brændsel til Vinter (1942) - Thi kendes for Ret (1942) - Teknisk Porcelæn (1942) - Vi snakker Færdsel (1941) - Tørveproduktionen sætter Rekord (1941) - Amager bliver større (1941) - Bekæmp Rotten (1941) - Tørveproduktionen sætter Rekord (1941) - Jens Langkniv (1940) - En lille Tilfældighed (1939) - Aleksandersen den Store (1939) (a.k.a. Alexandersen den Store) - Sommerturen (1937) | - Mit liv er Musik (1944) - For Folkets Fremtid (1943) - Ellen Birgithe Nielsen spiller (1943) - Ud at være Tærne! (1943) - Flyv med! (1943) - Kampen mod Tuberkulosen (1943) - Vi kunde ha' det saa rart (1942) - Sølv giver arbejde (1942) - Hvem ved hvad (1942) - Sporten kalder (1942) - Markernes grøde (1942) - Brændsel til Vinter (1942) - Thi kendes for Ret (1942) - Teknisk Porcelæn (1942) - Vi snakker Færdsel (1941) - Tørveproduktionen sætter Rekord (1941) - Amager bliver større (1941) - Aleksandersen den Store (1939) (a.k.a. Alexandersen den Store) |